# Symphony OS
Symphony OS är en linuxdistribution som skapades av Ryan Quinn och Jason Spisak. Den baserade sig fram till maj 2006 på Knoppix, men dess bas är nu Debian unstable.
Den största skillnaden mellan Symphony OS och andra linuxdistributioner är skrivbordsmiljön Mezzo. Till skillnad från KDE och GNOME som har skrivbordsikoner och popup-menyer har Mezzo fyra hörnknappar (”Program”, ”Filer”, ”Datorn” och ”Papperskorgen”) som öppnar helskärmsmenyer. En annan funktion är Orchestra som möjliggör grafiska program skrivna i endast HTML och Perl. Apt-plus gör det lättare att installera program i Symphony.
Projektets aktuella slogan är ”Unity, Beauty, Simplicity” som blev officiell i samband med Beta 1 Preview 1.
Den tidigare var ”Forget all you know about Desktop Linux”.